# Портников, Виталий Эдуардович
Вита́лий Эдуа́рдович По́ртников (укр. Віталій Едуардович Портников; род. 14 мая 1967, Киев) — украинский журналист, писатель и публицист, телеведущий. Обозреватель радио «Свобода» и автор аналитических статей в украинских и российских изданиях. Член Украинского ПЕН-центра. Лауреат Национальной премии Украины имени Тараса Шевченко (2023).

## Биография

### Ранние годы и образование
Виталий Портников родился 14 мая 1967 года в Киеве. Отец — экономист, мать — адвокат. Начал печататься в 1983 году в латвийской газете «Юрмала», учась в восьмом классе.
По собственному объяснению, не имея возможности из-за ограничений для евреев поступить в вуз в Киеве, в 1985 году переехал из Киева в Днепропетровск и поступил на филологический факультет Днепропетровского государственного университета, где проучился три курса. В 1988 году перевёлся на факультет журналистики Московского государственного университета, который окончил в 1990 году (республиканские университеты, которые не имели факультетов журналистики, имели возможность направить 1—2 студентов филологических факультетов на журфак МГУ с третьего курса на третий). В 1992 году окончил аспирантуру кафедры периодической печати МГУ.

### Карьера
С 1988 по 1992 год сотрудничал с киевской газетой «Молодь Украины», был одним из первых советских парламентских корреспондентов.
С 1989 года — обозреватель учреждённой в это же время «Независимой газеты», специализировался на освещении проблем союзных республик и постсоветского пространства. Покинул издание в 1995 году вместе с группой журналистов, несогласных с передачей газеты в собственность структур, близких к Борису Березовскому.
С 1990 года сотрудничает с радио «Свобода». В разное время вёл в эфире радиостанции программы «Имя собственное», «Час прессы», «Время гостей», "Дороги к свободе" и другие. Выступает в эфире русской, украинской, белорусской служб этого радио.
С 1994 года регулярно публиковался в газете «Зеркало недели» (Киев), где вёл рубрику «Дневники». Публиковался также в изданиях «Русский телеграф», «Ведомости», «Время MN» (Москва), «День», «Корреспондент», «Деловая неделя» (Киев), «Бизнес и Балтия», «Телеграф» (Рига), «Эстония», «Postimees» (Таллин), «Polityka», «Gazeta Wyborcza» (Варшава), «Белорусская газета» (Минск).
Пишет также на темы, связанные с еврейством и Ближним Востоком: ещё в советское время сотрудничал с журналом «Советиш геймланд» и газетой «Биробиджанер штерн», выходивших на идиш. Вёл постоянную рубрику в газете «Вести» (Тель-Авив).
С июня 2006 по октябрь 2007 года был шеф-редактором украинской ежедневной газеты «Газета 24» (в сентябре-октябре 2007 года — совмещал также с должностью главного редактора газеты).
Вёл также публицистические и информационно-аналитические программы на нескольких украинских телеканалах. В 2005 году — ведущий программы «ВІП» телеканала К1 (Украина), с 2009 по 2011 вёл программу «Правда Виталия Портникова» на телеканале ТВі. В мае 2010 года стал главным редактором ТВі. В ноябре 2012 года был президентом телеканала.
С ноября 2013 года ведёт программы на телеканале «Еспресо ТВ», в частности, программу «Политклуб Виталия Портникова» (в дальнейшем программа стала совместным проектом с Еспрессо и 5 каналом).
С ноября 2013 года был одним из активных участников Евромайдана. Входил в состав совета Всеукраинского движения «Майдан». В январе 2014 года Портников заявил, что против него и ряда других оппозиционных украинских журналистов готовится провокация со стороны российских спецслужб в связи с массовыми протестами в Киеве и временно переехал в Варшаву, откуда вернулся после политических перемен на Украине.
В июле 2015 года кандидатура Виталия Портникова была предложена в наблюдательный совет Национальной общественной телерадиокомпании Украины в качестве представителя фракции «Народный фронт». В октябре 2017 года вышел из состава наблюдательного совета по собственной просьбе.
1 ноября 2018 года были введены российские санкции против 322 граждан Украины, включая Виталия Портникова.

### Семья
Информацию о семейном положении не афиширует. 25 октября 2000 года в эфире радиостанции «Эхо Москвы» на вопрос о семье ограничился рассказом о семье родителей.

## Книги
- «Почему Медведев?» (2008)
- «Богородица в синагоге» (2010)
- «Тюрьма для ангелов» (2012)
- «Эвора» (2017)
- «Колокола Майдана» (2019)

## YouTube
По состоянию на 4 февраля 2025 года имеет более 797 тыс. подписчиков и 308,4 млн просмотров на своём украиноязычном Ютуб-канале «Віталій Портников», более 403 тыс. подписчиков и 114,4 млн просмотров на своём русскоязычном Ютуб-канале «Портников. Аргументы» и более 16 тыс. подписчиков и 194,6 тыс. просмотров на своём англоязычном Ютуб-канале «Portnikov Post».

## Премии и награды
- Лауреат премии Союза журналистов Украины «Золотое перо» (1989).
- Поощрительной премии имени гетмана Ф. С. Орлика (1998).
- Номинировался также в категории «Журналист года» в ежегодном конкурсе «Человек года», проходящем на Украине.
- Лауреат премии имени Василия Стуса (2022).
- Национальная премия Украины имени Тараса Шевченко (2023)[17].